# 55 Рака b

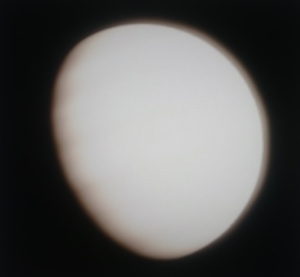
Ймовірний вигляд екзопланети 55 Рака b. По класифікації за Сударьским скоріше за все належить до III типу "безхмарних" гігантів з температурою атмосфери від 350К до 800К.

55 Рака b — екзопланета в сузір'ї Рака, газовий гігант. Розташована завдальшки 40, 9 світлового року від Землі в планетній системі 55 Рака А — сонцеподібної зірки, що є компонентом подвійної зорі 55 Рака (або HD 75732). В 2015 Міжнародний Астрономічний Союз (МАС) присвоїв екзопланеті назву "Галілео" на честь фізика Галілео Галілея.

## Характеристики
55 Рака b - Газовий гігант який не мае твердої поверхні. Точні характеристики планети покі що невідомі. 
По оцінкам масса планети оцінюеться в 0.85 M⊕, радіус невідомий. По результатам атмосфера планети повільно випаровуеться під діею тепла яке випромінюе зірка. Але це випаровування занадто слабке щоб навіть 
в далекому майбутньому атмосфера була випарена до ядра.